# Fridrich Vilém IV.
Fridrich Vilém IV. nebo počeštěně Bedřich Vilém IV. (německy Friedrich Wilhelm von Hohenzollern, 15. října 1795 Berlín – 2. ledna 1861 Postupim) byl v letech 1840–1861 pruský král a v letech 1840–1848 též neuchâtelský kníže. Byl nejstarším synem krále Bedřicha Viléma III. Pocházel z braniborské větve rodu Hohenzollernů.

## Biografie

### Původ, mládí
Budoucí král Bedřich Vilém se narodil 15. října 1795 jako první syn krále Bedřicha Viléma III. a jeho manželky Luisy Meklenbursko-Střelické. V roce 1797 po smrti jeho děda Bedřicha Viléma II. nastoupil na pruský trůn jeho otec a malý Bedřich Vilém se stal ve dvou letech korunním princem. Jako jeho vychovatele rodiče vybrali pruského státníka a filosofa Jeana Pierra Frédérica Ancillona, s nímž Fridricha Viléma posléze pojily blízké vztahy po celý život.
Prvním silným dramatickým zážitkem v životě korunního prince byla porážka pruské armády napoleonskými vojsky v bitvě u Jeny 14. října roku 1806. Královská rodina uprchla do východního Pruska; mezi všemi sourozenci byl Bedřich Vilém jediný, kdo si uvědomoval tragiku tohoto útěku. Pozdější vítězství na Napoleonem se stalo ústředním motivem románu „Královna Bornea“, který mladý princ napsal v letech 1815–1816.

### Manželství
19. listopadu roku 1823 se v Berlíně oženil s bavorskou princeznou Alžbětou Ludovikou Bavorskou, dcerou Maxmiliána I. Josefa Bavorského (starší sestrou Žofie Frederiky Bavorské, matky rakouského císaře Františka Josefa I.). S manželkou ho spojovaly intelektuální zájmy např. o výtvarné umění a zřejmě i pod jeho vlivem katolická princezna konvertovala roku 1830 k protestantské víře. Jejich manželství bylo považováno za šťastné, nevzešli z něj však žádní potomci. Jeho lékař Christoph Wilhelm Hufenland později přiznal, že již v mládí diagnostikoval u Bedřicha Viléma impotenci.

### Vláda

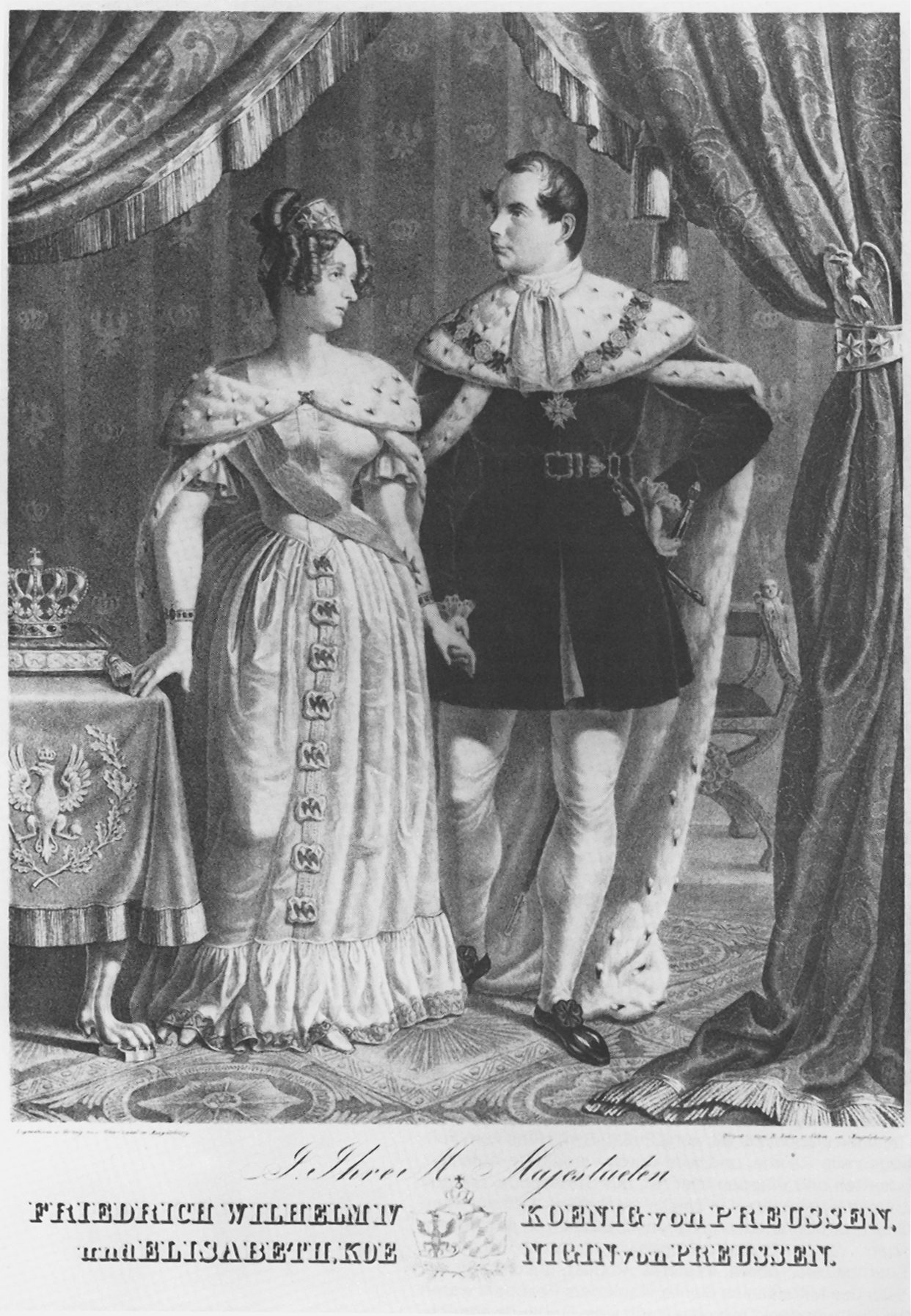
Fridrich Vilém IV. a jeho manželka Alžběta Ludovika Bavorská při korunovaci v roce 1840

Když v roce 1840 zemřel jeho otec, pruský král Bedřich Vilém III., stal se Bedřich Vilém pruským králem pod jménem Bedřich Vilém IV. Patřil ke stoupencům sjednocení Německa. Po svém nástupu na trůn vyhlásil amnestii pro politické vězně. Ve vedení státu se zbavil „starců“ Harenberga a Sayn-Wittengesteina, které označil za absolutisty a byrokraty; snažil se zmírnit konflikt s katolickou církví.
Jeho velký vzor byl ruský car Alexandr I. a jím vytvořená Svatá aliance. Král byl silně nábožensky založený člověk a byl přesvědčen, že je králem z Boží milosti, kterému dal Bůh povinnost vládnout nad zemí. Jeho víra v Boží milost byla také příčinou jeho pasivity během roku 1848, jehož události označoval za Boží trest, který si musí odpykat.

### Reformátor
Zákon z roku 1847 zaváděl v Prusku svobodu vyznání. Bedřich Vilém IV. se marně snažil o změny státní správy, neboť i zde se postavil proti liberálním tendencím doby. Královský patent vydaný roku 1847 i proti vůli korunního prince Viléma a bez kontrasignace ministrů definitivně ukončil metternichovský systém; toto datum lze označit za počátek pruského ústavního života.

### Císařská koruna na dosah
Dne 18. května 1848 se ve Frankfurtu nad Mohanem sešel první celoněmecký parlament. 27. března 1849 shromáždění těsnou většinou schválilo dědičnost německé císařské koruny a o den později se shodlo i na tom, že koruna bude nabídnuta pruskému králi Bedřichu Vilémovi IV. Tato volba měla dosadit pruského krále do čela liberálního hnutí. U berlínského dvora vypukl zmatek. Král Bedřich Vilém IV. však po váhání 27. dubna korunu odmítl.
Odmítnutí císařské koruny mělo zřejmě dva hlavní důvody. Jelikož byl král z Boží milosti, nemohl přijmout korunu (ač o sjednocení také usiloval) z rukou frankfurtského shromáždění, jež považoval za revoluční instituci – císařskou korunu by přijal jako legitimistický panovník pouze od rovnorodých knížat. Stejný názor zastával i králův bratr, budoucí král Vilém I.
Druhý důvod byl ten, že Fridrichu Vilémovi připadalo v rozporu se svatým duchem německých dějin a také se mu příčilo, aby si pruský král vsadil na hlavu uctívanou císařskou korunu, která podle historického práva přísluší rakouskému panovníkovi.
Prusko muselo roku 1852 uznat suverenitu Dánska nad Šlesvickem a Holštýnskem, neboť londýnský protokol přiřkl dědičného práva Glückburské větvi rodu Oldenburků.
Ve Francii se zatím roku 1851 synovec Napoleona Bonaparte, Ludvík Napoleon prohlásil císařem Napoleonem III. V té době se znovu změnila rozloha Pruska – roku 1848 přišla pruská koruna o švýcarský kanton knížectví Neuenburg (Neuchâtel), který získala v roce 1707 a který teď vyhlásil republiku. Král Bedřich Vilém IV. se v roce 1857 musel svých práv na toto území vzdát.

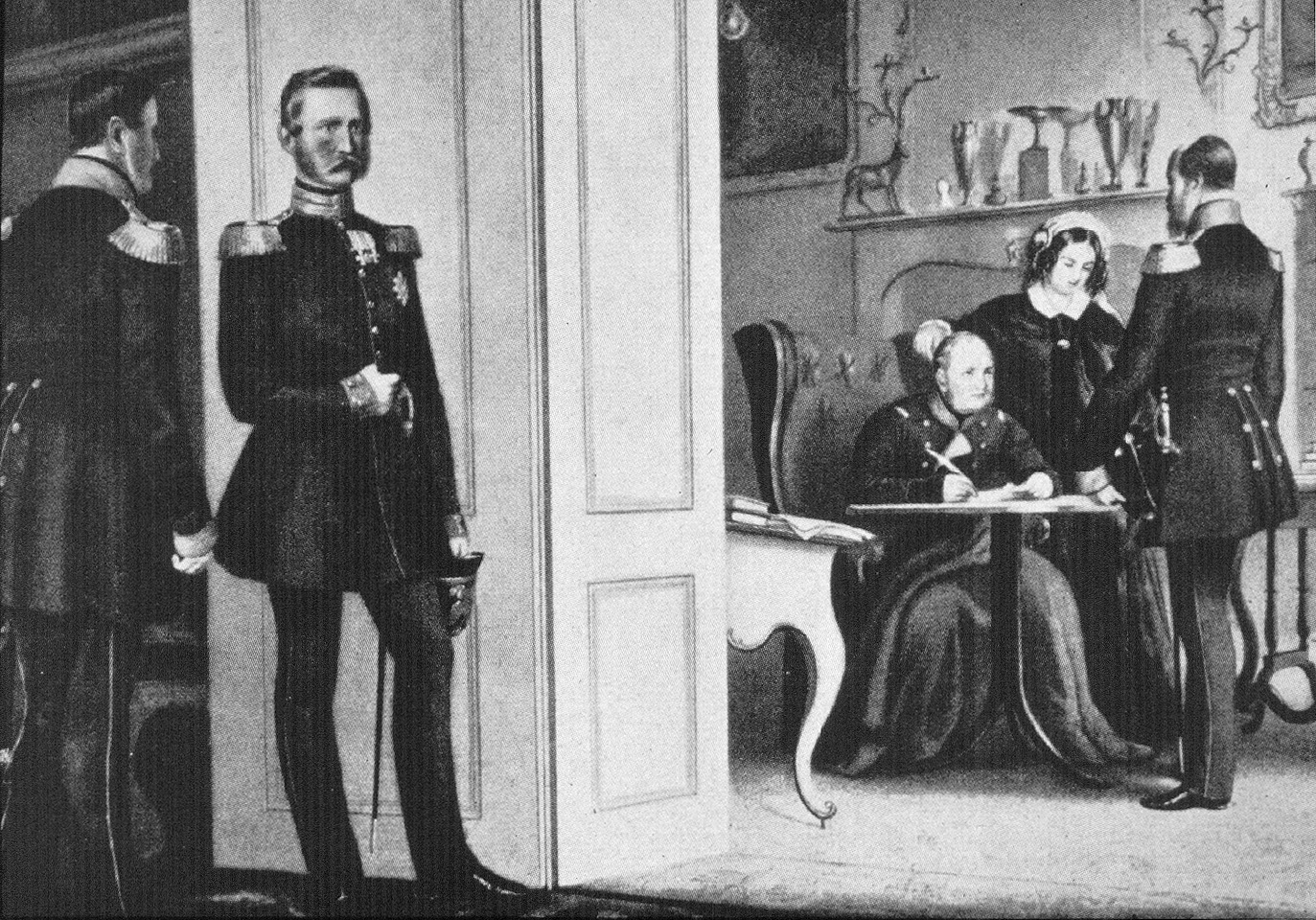
Král Bedřich Vilém IV. předává vládu svému bratru Vilémovi jako regentovi

Na druhou stranu ovšem Prusko získalo v roce 1850 od švábské větve rodu území Hohenzollernska, kde za finanční rentu odstoupil kníže Karel Anton, který byl v letech 1858–1862 pruským ministerským předsedou. Dále pak v roce 1853 získalo Prusko koupí od Oldenburska území dnešního přístavu Wilhelmshaven, který tu Prusové vybudovali jako základnu svého námořního loďstva.

### Regentství bratra Viléma
Krále Bedřicha Viléma IV. v červenci 1857, když se vracel z návštěvy synovce své manželky, rakouského císaře Františka Josefa I., postihl záchvat mrtvice a následná afázie (ztráta schopnosti mluvení). Další záchvaty ochromily jeho mozkové funkce, nebyl tedy schopen vládnout, proto se jeho mladší bratr princ Vilém stal v roce 1858 regentem; královský pár poté podnikal dlouhé cesty po Evropě. Bedřich Vilém tři a půl roku po prvním záchvatu mrtvice (2. ledna 1861) zemřel, nedlouho nato následovaný svým pobočníkem Leopoldem von Gerlachem. Protože po sobě Bedřich Vilém IV. nezanechal žádné potomky, jeho nástupcem se tak roku 1861 stal jeho bratr Vilém jako pruský král Vilém I.

## Předkové
|                    |                                                  |  |                                           |                                                          |  |  |  |  |  |  |  | Fridrich Vilém I. |
|                    |                                                  |  |                                           |                                                          |  |  |  |  |  |  |  |                   |
|                    | August Vilém Pruský                              |  |                                           |                                                          |  |  |  |  |  |  |  |                   |
|                    |                                                  |  |                                           |                                                          |  |  |  |  |  |  |  |                   |
|                    |                                                  |  |                                           | Žofie Dorotea Hannoverská                                |  |  |  |  |  |  |  |                   |
|                    |                                                  |  |                                           |                                                          |  |  |  |  |  |  |  |                   |
|                    | Fridrich Vilém II.                               |  |                                           |                                                          |  |  |  |  |  |  |  |                   |
|                    |                                                  |  |                                           |                                                          |  |  |  |  |  |  |  |                   |
|                    |                                                  |  |                                           | Ferdinand Albert II. Brunšvicko-Wolfenbüttelský          |  |  |  |  |  |  |  |                   |
|                    |                                                  |  |                                           |                                                          |  |  |  |  |  |  |  |                   |
|                    | Luisa Amálie Brunšvicko-Wolfenbüttelská          |  |                                           |                                                          |  |  |  |  |  |  |  |                   |
|                    |                                                  |  |                                           |                                                          |  |  |  |  |  |  |  |                   |
|                    |                                                  |  |                                           | Antonie Amálie Brunšvicko-Wolfenbüttelská                |  |  |  |  |  |  |  |                   |
|                    |                                                  |  |                                           |                                                          |  |  |  |  |  |  |  |                   |
|                    | Fridrich Vilém III.                              |  |                                           |                                                          |  |  |  |  |  |  |  |                   |
|                    |                                                  |  |                                           |                                                          |  |  |  |  |  |  |  |                   |
|                    |                                                  |  |                                           | Ludvík VIII. Hesensko-Darmstadtský                       |  |  |  |  |  |  |  |                   |
|                    |                                                  |  |                                           |                                                          |  |  |  |  |  |  |  |                   |
|                    | Ludvík IX. Hesensko-Darmstadtský                 |  |                                           |                                                          |  |  |  |  |  |  |  |                   |
|                    |                                                  |  |                                           |                                                          |  |  |  |  |  |  |  |                   |
|                    |                                                  |  |                                           | Šarlota z Hanau-Lichtenbergu                             |  |  |  |  |  |  |  |                   |
|                    |                                                  |  |                                           |                                                          |  |  |  |  |  |  |  |                   |
|                    | Frederika Luisa Hesensko-Darmstadtská            |  |                                           |                                                          |  |  |  |  |  |  |  |                   |
|                    |                                                  |  |                                           |                                                          |  |  |  |  |  |  |  |                   |
|                    |                                                  |  |                                           | Kristián III. Falcko-Zweibrückenský                      |  |  |  |  |  |  |  |                   |
|                    |                                                  |  |                                           |                                                          |  |  |  |  |  |  |  |                   |
|                    | Karolína Falcko-Zweibrückenská                   |  |                                           |                                                          |  |  |  |  |  |  |  |                   |
|                    |                                                  |  |                                           |                                                          |  |  |  |  |  |  |  |                   |
|                    |                                                  |  |                                           | Karolína Nasavsko-Saarbrückenská                         |  |  |  |  |  |  |  |                   |
|                    |                                                  |  |                                           |                                                          |  |  |  |  |  |  |  |                   |
| Fridrich Vilém IV. |                                                  |  |                                           |                                                          |  |  |  |  |  |  |  |                   |
|                    |                                                  |  |                                           |                                                          |  |  |  |  |  |  |  |                   |
|                    |                                                  |  | Adolf Fridrich II. Meklenbursko-Střelický |                                                          |  |  |  |  |  |  |  |                   |
|                    |                                                  |  |                                           |                                                          |  |  |  |  |  |  |  |                   |
|                    | Karel Ludvík Fridrich Meklenbursko-Střelický     |  |                                           |                                                          |  |  |  |  |  |  |  |                   |
|                    |                                                  |  |                                           |                                                          |  |  |  |  |  |  |  |                   |
|                    |                                                  |  |                                           | Kristiana Emilie Schwarzbursko-Sondershausenská          |  |  |  |  |  |  |  |                   |
|                    |                                                  |  |                                           |                                                          |  |  |  |  |  |  |  |                   |
|                    | Karel II. Meklenbursko-Střelický                 |  |                                           |                                                          |  |  |  |  |  |  |  |                   |
|                    |                                                  |  |                                           |                                                          |  |  |  |  |  |  |  |                   |
|                    |                                                  |  |                                           | Arnošt Fridrich I. Sasko-Hildburghausenský               |  |  |  |  |  |  |  |                   |
|                    |                                                  |  |                                           |                                                          |  |  |  |  |  |  |  |                   |
|                    | Alžběta Sasko-Hildburghausenská                  |  |                                           |                                                          |  |  |  |  |  |  |  |                   |
|                    |                                                  |  |                                           |                                                          |  |  |  |  |  |  |  |                   |
|                    |                                                  |  |                                           | Žofie Albertina z Erbachu                                |  |  |  |  |  |  |  |                   |
|                    |                                                  |  |                                           |                                                          |  |  |  |  |  |  |  |                   |
|                    | Luisa Meklenbursko-Střelická                     |  |                                           |                                                          |  |  |  |  |  |  |  |                   |
|                    |                                                  |  |                                           |                                                          |  |  |  |  |  |  |  |                   |
|                    |                                                  |  |                                           | Ludvík VIII. Hesensko-Darmstadtský                       |  |  |  |  |  |  |  |                   |
|                    |                                                  |  |                                           |                                                          |  |  |  |  |  |  |  |                   |
|                    | Jiří Vilém Hesensko-Darmstadtský                 |  |                                           |                                                          |  |  |  |  |  |  |  |                   |
|                    |                                                  |  |                                           |                                                          |  |  |  |  |  |  |  |                   |
|                    |                                                  |  |                                           | Šarlota z Hanau-Lichtenbergu                             |  |  |  |  |  |  |  |                   |
|                    |                                                  |  |                                           |                                                          |  |  |  |  |  |  |  |                   |
|                    | Frederika Hesensko-Darmstadtská                  |  |                                           |                                                          |  |  |  |  |  |  |  |                   |
|                    |                                                  |  |                                           |                                                          |  |  |  |  |  |  |  |                   |
|                    |                                                  |  |                                           | Kristián Karel Reinhard z Leiningen-Dachsburg-Falkenburg |  |  |  |  |  |  |  |                   |
|                    |                                                  |  |                                           |                                                          |  |  |  |  |  |  |  |                   |
|                    | Marie Luisa Leiningensko-Falkenbursko-Dagsburská |  |                                           |                                                          |  |  |  |  |  |  |  |                   |
|                    |                                                  |  |                                           |                                                          |  |  |  |  |  |  |  |                   |
|                    |                                                  |  |                                           | Kateřina Polyxena ze Solms-Rödelheim                     |  |  |  |  |  |  |  |                   |
|                    |                                                  |  |                                           |                                                          |  |  |  |  |  |  |  |                   |